# Participação (filosofia)
Em filosofia, participação é o inverso de inerência.

## Visão geral
Diz-se que os acidentes são inerentes à substância. As substâncias, por sua vez, participam de seus acidentes. Por exemplo, diz-se que a cor vermelha é inerente à maçã vermelha. Por outro lado, a maçã vermelha participa da cor vermelha.
A participação também é baseada por analogia em relações de dependência entre acidentes. Assim, pode-se dizer que um ato participa do tempo no sentido de que todo ato deve ocorrer em algum momento. De forma semelhante, pode-se dizer que a cor é inerente ao espaço, o que significa que uma cor ocorre apenas na superfície de um corpo — e, portanto, apenas no espaço.
A inerência, por outro lado, normalmente não seria predicada de forma análoga aos acidentes.